# Miss Internacional 2007
Miss Internacional 2007 fue la 47.ª edición de Miss Internacional, cuya final se llevó a cabo en el Grand Prince Hotel, en Tokio, Japón, el 15 de octubre de 2007. 61 concursantes de diferentes países y territorios compitieron por el título. Al final del evento Daniela Di Giacomo, Miss Internacional 2006 de Venezuela coronó a Priscila Perales de México como su sucesora y ganadora de este certamen.

## Resultados
| Resultado               | Candidata |
| ----------------------- | --- |
| Miss Internacional 2007 | - México - Priscila Perales |
| 1.ª finalista           | - Grecia - Despoina Vlepaki |
| 2.ª finalista           | - Bielorrusia - Yulia Sindzeyeva |
| Semifinalistas (Top 15) | - Chile - Marie Ann Salas - Corea - Park Ga-won - España - Nerea Arce - Hong Kong - Grace Wong - Indonesia - Rahma Landy - Japón - Hisako Shirata - Puerto Rico - Haydil Rivera - República Checa - Veronika Pompeova - Rusia - Alexandra Mazur - Sri Lanka - Aruni Rajapaksha - Turquía - Asli Temel - Venezuela - Vanessa Peretti |

### Premios Especiales
- Mejor Traje Nacional:  Aruba - Jonella Oduber
- Miss Amistad:  Hong Kong - Grace Wong
- Miss Fotogénica:  Japón - Hisako Shirata
- Miss Internet:  Vietnam - Pham Thi Thuy Duong

## Relevancia histórica del Miss Internacional 2007
- México gana Miss Internacional por primera vez.
- Grecia obtiene el puesto de Primera Finalista por segunda vez. La primera vez fue en 1992.
- Bielorrusia obtiene el puesto de Segunda Finalista por primera vez.
- Corea, España, Japón, Puerto Rico y Venezuela repiten clasificación a semifinales.
- Japón clasifica por décimo quinto año consecutivo.
- Venezuela clasifica por tercer año consecutivo.
- Corea, España y Puerto Rico clasifican por segundo año consecutivo.
- Turquía clasificó por última vez en 2005.
- Grecia y Rusia clasificaron por última vez en 2004.
- República Checa clasificó por última vez en 2002.
- Chile clasificó por última vez en 2001.
- México clasificó por última vez en 2000.
- Hong Kong clasificó por última vez en 1985.
- Indonesia clasificó por última vez en 1977.
- Sri Lanka clasificó por última vez en 1964.
- Bielorrusia clasifica por primera vez a semifinales y obtiene su posición más alta hasta la fecha.
- De Europa entraron seis representantes a la ronda de cuartos de final, transformándose este en el continente con más semifinalistas; no obstante, solo Bielorrusia y Grecia llegaron a la final.
- Ninguna nación de África u Oceanía clasificaron a la ronda de semifinales.

## Concursantes
61 candidatas de todo el mundo participaron en este certamen.
| - Alemania - Svetlana Tsys - Argentina - Paula Quiroga Sotelo - Armenia - Rita Tsatryan - Aruba - Jonella Oduber - Australia - Danielle Byrnes - Bielorrusia - Yuliya Sindzeyeva - Bolivia - Angélica Olavarría Vacao - Brasil - Carolina Prates Néry - Canadá - Justine Stewart - Chile - Marie Ann Salas Gorboi - China - Lina Ding - Colombia - Ana Milena Lamus Rodríguez - Corea - Park Ga-won - Costa Rica - Ibis Leonela Paniagua Viales - Ecuador - Jéssica Maena Ortiz Campos - Egipto - Madonna Khaled Adib - El Salvador - Ledin Damas - Eslovaquia - Kristína Valušková - España - Nerea Arce Alea - Estados Unidos - April Strong - Etiopía - Kidan Tesfahun - Filipinas - Nadia Lee Cien Dela Cruz Shami - Finlandia - Joanna Väre - Francia - Sophie Vouzelaud - Grecia - Despoina Vlepaki - Guadalupe - Ann Love Viranin - Guatemala - Alida María Boer Reyes - Honduras - Margarita Valle Hernández - Hong Kong - Grace Wong Kwan-hing - India - Esha Gupta - Indonesia - Rahma Landy Sjahruddin | - Japón - Hisako Shirata - Letonia - Laura Fogele - Líbano - Grace Bejjani - Liberia - Harriette Thomas - Malasia - Yim Lim Nee - México - Silvia Priscila Perales Elizondo - Mongolia - Gerelchuluun Baatarchuluun - Nigeria - Sokari Akanibo - Nueva Zelanda - Kyla Hei Hei - Panamá - Stephanie Araúz Shaw - Paraguay - Daiana Natalia Ferreira Da Costa Villalba - Perú - Luisa Fernanda Monteverde - Polonia - Dorota Gawron - Puerto Rico - Haydil Rivera Escobales - Reino Unido - Samantha Freedman - República Checa - Veronika Pompeová - República del Congo - Jolette Sven Wamba Miylou - República Dominicana - Ana Carolina Viñas Machado - Rusia - Alexandra Mazur - Serbia - Teodora Marčić - Singapur - Christabelle Tsai - Sri Lanka - Aruni Madusha Rajapakse - Surinam - Chantyn Melissa Maria Ramdas - Taiwán - Tzu-Wei Hung - Tailandia - Chompoonek Badinworawat - Tanzania - Jamilla Juma Munisi - Turquía - Asli Temel - Ucrania - Mariya Varyvoda - Venezuela - Vanessa Jackeline Gómez Peretti - Vietnam - Phạm Thị Thùy Dương |

### Designaciones
- Grace Wong (Hong Kong) fue designada por la organización local tras posicionarse como primera finalista de aquel certamen, lo que le permitió la participación en este concurso.

### Suplencias
- Alice Panikian (Canadá) fue sustituida por Justine Stewart, debido a que Panikian tenía conflictos con sus estudios.
- Hania Hernández (Guatemala) fue remplazada por Alida Boer que fue la primera finalista del certamen local.
- Yasmina Román (Honduras) fue sustituida por Margarita Valle por razones desconocidas.
- Prapaphan Phongsitthong (Tailandia) fue remplazada por Chompoonek Badinworawat por razones desconocidas.
- Galena Andreyeva (Ucrania) fue sustituida por Mariya Varyvoda por razones desconocidas.

### Abandonos
- Jennifer Maduro (Isla Margarita) dejó la competencia por razones desconocidas.

### No concretaron su participación
- Bahamas - Melissa Key
- Camerún - Marthe Nathalie Houag
- Ghana - Dilys Zahabi
- Noruega - Karoline Kleven
- Sudán - Yar Ong’a
- Zambia - Karishma Patel

## Crossovers
| Miss Universo - 2006: México - Priscila Perales (Semifinalista). - 2007: Guatemala - Alida Boer - 2007: Polonia - Dorota Gawron - 2007: Serbia - Teodora Marčić - 2008: Sri Lanka - Aruni Rajapakse Miss Mundo - 2006: Rusia - Alexandra Mazur - 2009: Bielorrusia - Yulia Sindzeyeva - 2009: Guatemala - Alida Boer Miss Europa - 2006: Bielorrusia - Yulia Sindzeyeva (Cuarta finalista). - 2007: República Checa - Veronika Pompeova Miss Escandinavia - 2006: Polonia - Dorota Gawron (Ganadora). Reinado Internacional del Café - 2007: República Dominicana - Ana Carolina Viñas Reina Hispanoamericana - 2010: Chile - Marie Ann Salas Miss Globe - 2006: Tanzania - Jamilla Juma Munisi Miss Atlántico Internacional - 2005: Honduras - Margarita Valle | Miss Teen World - 2005: Puerto Rico - Haydil Rivera (Ganadora). Miss Teen International - 2000: Guatemala - Alida Boer (Primera finalista). Miss Model of The World - 2007: Australia - Danielle Byrne (Ganadora). - 2007: Bielorrusia - Yulia Sindzeyeva (Semifinalista). Miss Balkan Beauty Ambassador - 2007: Grecia - Despoina Vlepaki (Ganadora). Reina Internacional Del Trópico - 2007: República Dominicana - Ana Carolina Viñas Miss Rain Forest International - 2007: Honduras - Margarita Valle (Ganadora). Miss Tourism Latino - 2007: República Dominicana - Ana Carolina Viñas (Ganadora). Miss Tourism Metropolitan International - 2007: Mongolia - Gerelchuluun Baatarchuluun Miss Tourism Queen International - 2007: Sri Lanka - Aruni Rajapakse - 2007: República del Congo - Jolette Wamba - 2008: Tanzania - Jamilla Juma Munisi Miss Bride of the World - 2012: Sri Lanka - Aruni Rajapakse (Tercera finalista). |